# Równina Kułundyńska

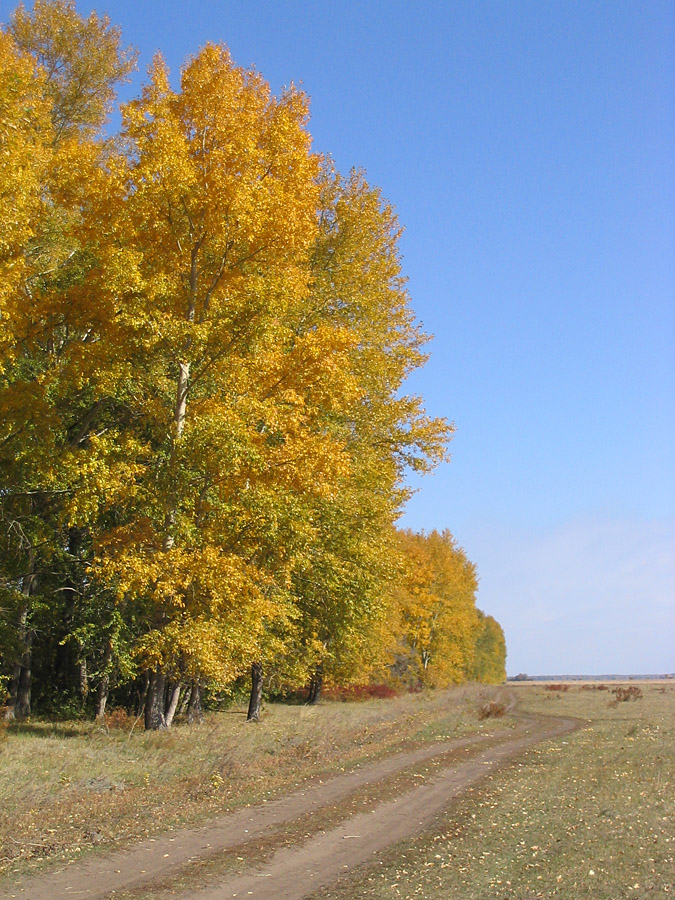
Kraj Ałtajski na równinie Kułundyńskiej w środkowej Rosji

Równina Kułundyńska (ros.: Кулундинская равнина, Kułundinskaja rawnina; kaz.: Құлынды жазығы, Kulyndy żazygy), Step Kułundyński (ros.: Кулундинская степь, Kułundinskaja stiep’; kaz.: Құлынды даласы, Kulyndy dalasy) – równina w azjatyckiej części Rosji i w Kazachstanie, część Niziny Zachodniosyberyjskiej, między Obem a Irtyszem, granicząca od południowego wschodu z Ałtajem. Zajmuje powierzchnię ok. 100 tys. km². Środkowa część równiny wznosi się na wysokość 100–120 m n.p.m., natomiast na południu i wschodzie sięga ona 200–250 m n.p.m. Występują charakterystyczne wydłużone wzniesienia (wysokość względna 50–60 m) ciągnące się z północnego wschodu na południowy zachód, pomiędzy którymi znajdują się doliny rzeczne (m.in. rzeki Kułunda, Kucuk, Burła) i podłużne obniżenia z jeziorami słonymi lub słono-gorzkimi. W wodach wielu jezior znajdują się rozpuszczone mirability i związki sodu.
Klimat na równinie jest kontynentalny. Średnia temperatura stycznia wynosi od -17 °C do -19 °C, natomiast lipca 19-22 °C. Roczne sumy opadów wahają się od 250 mm do 350 mm. Przeważa stepowa roślinność trawiasta. W północno-wschodniej części równiny występują czarnoziemy a w części południowo-zachodniej gleby kasztanowe. W miejscach występowania gleb bielicowych rosna lasy sosnowe i brzozowo-osikowe.
Równina wykorzystana rolniczo, przy znacznym udziale upraw pszenicy. Na niektórych terenach znajdują się systemy irygacyjne.